# Физиотерапевт

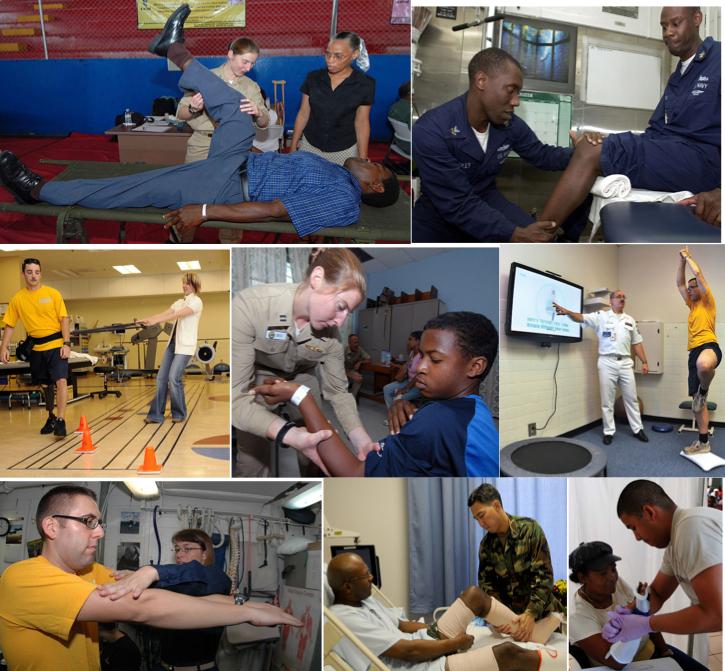
Физиотерапевты за работой

Физиотерапе́вт — специалист с профессиональным образованием, который восстанавливает или сохраняет нарушенную двигательную способность и дееспособность пациента.
Основные задачи: консультирование пациентов с целью оценки функциональных способностей организма с последующим их улучшением/исправлением, использование вспомогательных средств и документирование работы. Для улучшения функциональных способностей клиента физиотерапевты применяют физические упражнения, разные физические методы лечения и массаж. Они консультируют тех, кто нуждается в помощи, либо их близких относительно сохранения или улучшения/исправления их двигательной способности.
Физиотерапевты могут специализироваться, исходя из возрастного аспекта, — в области детской, трудовой либо возрастной физиотерапии. Возможна также специализация на основании клинической сферы:
- неврологическая физиотерапия[1]
- гериатрическая (возрастная) физиотерапия
- физиотерапия скелетно-мышечной системы[2]
- физиотерапия внутренних болезней
- хирургическая физиотерапия[3]
- физиотерапия в травматологии

Помимо этого, как отдельная область существует ещё спортивная физиотерапия, трудовая физиотерапия, ортопедически-мануальная физиотерапия и физиотерапия животных..

## Обучение
Получить образование врача-физиотерапевта можно во многих университетах страны[какой?] на кафедрах медицинской реабилитации и физиотерапии[уточнить].
В Европе образование физиотерапевта достигается также обучением в вузах или университетах. Стать физиотерапевтом весьма непросто. Конкурс на эту специальность очень большой. Студентов ожидает интенсивная медицинская подготовка, в том числе от 18 до 32 недель медицинской практики. После обучения студенты получают степень бакалавра или учёную степень в области физиотерапии.
Многие физиотерапевты имеют более узкую специализацию и проходят дополнительные курсы повышения квалификации, которые позволяют им получить степень мастера или доктора наук[каких?].